# Lindavista (södra Las Margaritas kommun)
Lindavista är en ort i Mexiko.   Den ligger i kommunen Las Margaritas och delstaten Chiapas, i den sydöstra delen av landet, 900 km öster om huvudstaden Mexico City. Lindavista ligger 1 035 meter över havet och antalet invånare är 102.
Terrängen runt Lindavista är kuperad. Runt Lindavista är det ganska glesbefolkat, med 47 invånare per kvadratkilometer. Närmaste större samhälle är San Antonio Porvenir, 4,9 km sydväst om Lindavista. I omgivningarna runt Lindavista växer i huvudsak städsegrön lövskog.